# Жевлаки (Кировская область)
Жевлаки — деревня в Нолинском районе Кировской области России. Входит в состав Кырчанского сельского поселения.

## География
Деревня находится на юге центральной части Кировской области, в зоне хвойно-широколиственных лесов, в пределах Волго-Вятской низменности, на расстоянии приблизительно 19 километров (по прямой) к северо-востоку от города Нолинска, административного центра района. Абсолютная высота — 112 метров над уровнем моря.
Климат
Климат характеризуется как умеренно континентальный, с тёплым летом и морозной снежной зимой. Средняя температура воздуха самого холодного месяца (января) составляет −14,2 °C (абсолютный минимум — −46 °С); самого тёплого месяца (июля) — 18,4 °C (абсолютный максимум — 37 °С). Безморозный период длится в течение 132 дней. Годовое количество атмосферных осадков — 545 мм, из которых 379 мм выпадает в период с апреля по октябрь. Устойчивый снежный покров образуется в середине ноября и держится 160—170 дней.

## Население
| 2010 |
| ---- |
| 1    |

Половой состав
По данным Всероссийской переписи населения 2010 года в гендерной структуре населения мужчины составляли 100 %.
Национальный состав
Согласно результатам переписи 2002 года, в национальной структуре населения русские составляли 100 % из 3 чел.